# Hugo Hay
Pour les articles homonymes, voir Hay.
Hugo Hay, né le 28 mars 1997 à Bressuire, est un athlète français, spécialiste des courses de cross-country et du 5 000 mètres, membre du Sèvre Bocage AC (Deux-Sèvres). Multimédaillé européen chez les jeunes, il a ensuite représenté la France aux Jeux olympiques d'été de 2020.

## Biographie

### Débuts
Il commence l'athlétisme à l'âge de 8 ans au Sèvre Bocage AC, entraîné par Abel Jamain. Il est influencé par ses parents, et notamment son père Christophe, marathonien (2 h 53 min 05 s à Lyon).
Il termine 6e dans la catégorie cadets, lors de ses premiers championnats de France de cross-country en 2013 à Lignières-en-Berry. En 2014, il décroche sa première médaille nationale aux championnats de France de cross-country au Pontet. Il termine 3e derrière Fabien Palcau (1er) et Anthony Pontier (2e) mais devant Baptiste Mischler (4e). Cette même année, il prend la médaille d'argent sur 3 000 mètres aux championnats de France cadets à Valence, devancé par Mohamed-Amine El Bouajaji alors qu'il avait réalisé quelques semaines auparavant 8 min 19 s 71 soit la 8e performance française chez les cadets de l'histoire.
Il obtient un bac ES mention "très bien" en 2015 à Bressuire. Il choisit d'aller à Lille pour rejoindre l'académie de l'École supérieure de journalisme de Lille. En 2018, il est diplômé avec une licence professionnelle de journalisme de sport.

### 2015: premières sélections en équipe de France
Grâce à sa 5e place (4e français) aux championnats de France de cross-country dans la catégorie juniors aux Mureaux, il obtient sa première sélection en équipe de France d'athlétisme. Le 28 mars 2015, le jour de ses 18 ans, il participe aux championnats du monde juniors de cross-country à Guiyang. Il se classe 47e et premier Français.
L'été, il se lance sur 5 000 mètres et réalise 14 min 19 s 91 à Carquefou le 19 juin. Une performance qui lui permet d'aller aux championnats d'Europe juniors d'athlétisme à Eskilstuna. Il termine à la 6e place à 9 secondes du vainqueur, le Britannique Alex George.
Étant étudiant à Lille, il choisit de rejoindre, en septembre, le groupe de l'entraîneur Alain Lignier où s'entraînent Simon Denissel et François Barrer.
Le 22 novembre, à cause d'une décevante 18e place (10e français) au cross-country de Hyères, il ne se qualifie pas pour les championnats d'Europe de cross-country.

### 2016: première médaille d'or internationale
Mi-février, il fait le choix de quitter Alain Lignier pour retourner s'entraîner, à distance, avec Abel Jamain,.
Le 6 mars au Mans, il prend la 4e place aux championnats de France de cross-country. Le podium est composé du vice-champion d'Europe Fabien Palcau, d'Anthony Pontier et de Jimmy Gressier.
À Carquefou le 3 juin, il fait sa rentrée sur 5 000 mètres en établissant 14 min 22 s 82. À Châteauroux le 2 juillet, il décroche la médaille de bronze sur 1 500 mètres aux championnats de France d'athlétisme en 3 min 56 s 58. Il bat son record personnel du 5 000 mètres le 16 juillet à Heusden-Zolder.
Le 11 décembre, il est sacré champion d'Europe du cross junior par équipes à Chia. Il termine 7e et 3e français à 24 secondes du cadet Jakob Ingebrigtsen.

### 2017: première médaille internationale individuelle
Aux championnats de France de cross-country à Saint-Galmier, il prend la 25e place dans la course sénior mais termine 4e espoir, derrière Emmanuel Roudolff-Lévisse (1er), Alexis Miellet (2e) et Abderrazak Charik (3e).
Il fait sa rentrée sur 5 000 mètres le 27 mai à Oordegem. Il passe pour la première fois sous les 14 minutes avec 13 min 55 s 93. Un mois plus tard à Carquefou, le 23 juin, il réalise 13 min 52 s 34 et se qualifie ainsi pour les championnats d'Europe espoirs d'athlétisme à Bydgoszcz. Le 15 juillet en Pologne, il termine à la 5e place du 5 000 mètres mais seulement à 12 centièmes du podium. Un podium composé de Yemaneberhan Crippa (1er), Simon Debognies (2e) et Carlos Mayo (3e).
Aux championnats d'Europe de cross-country 2017 à Samorin, il est médaillé d'or du cross espoir par équipes et médaillé d'argent du cross espoir individuel derrière Jimmy Gressier mais devant Yemaneberhan Crippa.

### 2018: nouvelle médaille internationale en individuel
Grâce à sa médaille d'argent à Šamorín, il est sélectionné pour participer au cross-country international à Édimbourg. Il fait partie de l'équipe "Europe" avec, notamment, Kaan Kigen Özbilen et Aras Kaya. Ils affrontent les États-Unis et la Grande-Bretagne. Il termine 11e de la course, quatrième de l'équipe "Europe", à 53 secondes du vainqueur Leonard Korir.
Le 10 mars à Plouay, il remporte la médaille d'or aux championnats de France de cross-country dans la catégorie espoirs. Il devance Anthony Pontier de 17 secondes et Jimmy Gressier de 18 secondes.
Malade, il ne peut pas réaliser une saison estivale à la hauteur de ses espérances. Il réalise tout de même 2 min 25 s 84 sur 1 000 mètres à Cerizay.
Après l'obtention de sa licence professionnelle de journaliste de sport, il quitte Lille pour revenir s'entraîner sur ses terres d'origine à Bressuire.
Aux championnats d'Europe de cross-country 2018 à Tilbourg, il obtient la médaille d'or du cross espoir par équipes et la médaille de bronze du cross espoir individuel, confirmant sa médaille de Šamorín. Parti à l'arrière de peloton, il ne parvient jamais à revenir sur Jimmy Gressier, le vainqueur de la course, et l'Allemand Samuel Fitwi, médaillé d'argent.

### 2019: vice-champion d'Europe espoirs et champion de France sur5 000 mètres
Pour la deuxième année consécutive, il participe au cross-country international avec l'équipe "Europe", à Stirling cette fois-ci. Il termine 15e.
À Carquefou, le 21 juin, il court sur 5 000 m pour se qualifier aux championnats d'Europe espoirs. Il réalise 13 min 41 s 00.
Il est médaillé d'argent du 5 000 mètres lors des championnats d'Europe espoirs 2019 à Gävle derrière Jimmy Gressier. Il est la même année sacré champion de France élite en plein air de la discipline à Saint-Étienne, sa première médaille senior devant Azeddine Habz et François Barrer.
Le 10 août, il est sélectionné pour la première fois en équipe de France senior pour participer aux championnats d'Europe par équipe à Bydgoszcz. Il participe à la médaille de bronze de la France en terminant troisième du 5 000 mètres derrière Yemaneberhan Crippa et Julien Wanders.
En septembre, il choisit de changer d'entraîneur. Il déménage en Belgique pour rejoindre le groupe de Tim Moriau,. Il s'entraîne désormais avec les athlètes internationaux belges Isaac Kimeli et Robin Hendrix.
En décembre, lors des championnats d'Europe de cross-country organisés à Lisbonne, il prend la 18e place chez les espoirs assez loin d'un nouveau podium qu'il convoitait tant,.

### 2020: vice-champion de France en salle
Il devient vice-champion de France du 3 000 mètres en salle à Liévin, le 29 février, en 7 min 58 s 48, à plus d'une seconde d'Azeddine Habz.
À Göteborg le 29 août, il établit son record personnel sur 5 000 mètres en 13 min 27 s 47.

### 2021: minima pour les Jeux olympiques
Il réalise une rentrée tonitruante à Mondeville, le 30 janvier, sur 3 000 mètres en salle. Il s'impose en solitaire en 7 min 48 s 66, record personnel à la clé.
Le 19 février 2021, il devient champion de France en salle à Miramas,, en s'imposant sur le 3 000 m, avec un temps de 7 min 52 s 42, devant Yann Schrub.
Début mars, il participe aux championnats d'Europe en salle à Toruń. Il termine 4e de sa série en 7 min 47 s 30, nouveau record personnel, et se qualifie au temps pour la finale. En finale, il termine 6e pour sa première participation à un championnat international chez les seniors.
Il effectue sa rentrée estivale sur 5 000 m, le 29 mai, à l'occasion des championnats d'Europe par équipes. Il termine 2e derrière l'Italien Yemaneberhan Crippa, mais établit son nouveau record personnel en 13 min 17 s 95. Quatre jours plus tard à Göteborg, en 13 min 10 s 95, il remporte le meeting et réalise le niveau de performance requis (13 min 13 s 50) pour les Jeux olympiques de Tokyo.
Le 26 juin, pour sa dernière course avant les Jeux olympiques de Tokyo, il s'impose à Angers sur 5 000 m en 13 min 34 s 08. Il remporte ainsi son deuxième titre de champion de France élite en plein air sur cette distance. Il devance Jimmy Gressier et Yann Schrub.
À Tokyo, Hugo ne parvient pas à se qualifier en finale, terminant 7e (13 min 39 s 95) de sa série pour seulement 5 places en finale.
En fin d'année, il est médaillé d'or par équipes et se classe 4e en individuel aux Championnats d'Europe de cross-country 2021 à Dublin.

### 2022: désillusion aux championnats d'Europe
Lors de la saison en salle, Hugo Hay confirme la progression observée l'été précédent. Au meeting indoor de Madrid, le 02 mars, il réalise 7 min 41 s 59 sur 3 000 m, quatrième meilleure performance française de tous les temps sur la distance.
Il se qualifie pour les championnats d'Europe d'athlétisme 2022 à Munich le 02 juin en réalisant 13 min 12 s 14 sur 5 000 m à Montreuil, mais rate les minima pour les championnats du monde (13 min 09 s).
Lors des championnats de France à Caen, le 24 juin, il décroche son troisième titre national sur 5 000 m devant Félix Bour et Fabien Palcau.
Six jours avant le 5 000 m des championnats d'Europe d'athlétisme 2022, il réalise 7 min 41 s 78 sur 3 000 m au meeting Herculis. 
À Munich, il s'avance parmi les favoris pour décrocher sa première médaille continentale individuelle sur 5 000 m, catégorie seniors. Parfaitement placé à quatre tours de l'arrivée, il est bousculé par l'Espagnol Mohamed Katir. Une chute fatale qui brise ses espoirs de médaille. Il termine 19e, en 13 min 45 s 63.

### 2023: premiers championnats du monde et minima pour les Jeux olympiques
Hugo Hay fait une croix sur la saison hivernale après avoir été malade du Covid. Il ressent les effets pendant plusieurs mois et doit arrêter la course à pied. Il reprend progressivement au printemps, avant de partir en stage à Font-Romeu.
Il démarre sa saison estivale mi-juillet lors d'un meeting à Heusden-Zolder en Belgique. Arrivé sans certitude, il réalise son nouveau record personnel sur 5 000 m en 13 min 02 s 62, minima pour les championnats du monde d'athlétisme 2023 à Budapest le mois suivant et minima pour les Jeux olympiques 2024. Un chrono synonyme également de troisième meilleure performance française de tous le temps.
Le 28 juillet, malade, il est contraint de déclarer forfait pour les championnats de France d'athlétisme. Sa préparation pour les championnats du monde d'athlétisme 2023 est perturbée.
Le 24 août à Budapest, il ne peut pas défendre ses chances comme il l'espérait lors de la série du 5 000 m aux championnats du monde d'athlétisme 2023. Une 14e place en 13 min 39 s 76 qui ne lui permet pas de se qualifier pour la finale.
Après plusieurs semaines de coupure, il revient à la compétition le 22 novembre à Carhaix-Plouguer lors de la course de sélection pour les Championnats d'Europe de cross-country 2023. En prenant la 2e place, derrière Bastien Augusto, il valide son ticket pour Bruxelles.
Lors des Championnats d'Europe de cross-country 2023 à Bruxelles, il termine 15e et remporte la médaille d'argent en cross par équipes.

### 2024: finale olympique sur5 000m
L'échec de Bruxelles désormais derrière lui, Hugo se remobilise rapidement et bat son record personnel sur 1 500 m indoor lors de sa première sortie de la saison à Metz en 3 min 38 s 51 le 3 février[réf. nécessaire].
Une semaine plus tard, il prend la 6e place du meeting international de Liévin et réalise son record sur 3 000 m indoor en 7 min 40 s 95. Sa saison hivernale se termine à Madrid le 23 février avec un 3 000 m indoor en 7 min 43 s 37.
Sa préparation pour les Jeux olympiques est perturbée par plusieurs blessures comme aux ischio-jambiers. Il est contraint de faire une croix sur les championnats d'Europe d'athlétisme à Rome du 7 au 12 juin.
Il effectue sa rentrée estivale lors des championnats de France d'athlétisme à Angers, le 28 juin. Sur 5 000 m, il termine en 13 min 45 s 37 et décroche la médaille de bronze, derrière le nouveau champion de France Yann Schrub et son dauphin Romain Legendre.
Le 7 juillet, il est officiellement sélectionné par le CNOSF pour participer aux Jeux olympiques de Paris sur 5 000 m, sa deuxième participation après Tokyo trois ans plus tôt.
Un mois plus tard, aux Jeux olympiques de Paris, il termine 7e de sa série du 5 000 m en 14 min 09 s 22, une place qui lui permet de se qualifier pour sa première finale olympique sur la distance. La course est marquée par une chute collective dans le dernier 100 m à laquelle il échappe. À l'arrivée, Hugo Hay est invectivé par le Britannique George Mills, qui l'accuse de triche ,, tombé à la suite d'un contact entre les deux hommes. À la suite de l'arbitrage des juges, le Britannique ainsi que les autres athlètes ayant chuté sont qualifiés en finale. Il finit seizième du 5 000 m.

## Prises de position et polémique sur d'anciens tweets
Connu pour ses prises de position sur les réseaux, il donne un entretien au journal L’Humanité au cours des Jeux olympiques d'été de 2024 dans lequel il commente la politique française et critique Emmanuel Macron,.
À la suite de cet entretien, de nombreux tweets antisémites, racistes, sexistes ou encore homophobes qu’il avait postés entre 2016 et 2019, alors qu’il avait entre 16 et 20 ans, ont été ressortis sur les réseaux sociaux. En juillet 2017, il avait notamment écrit, faisant référence à la communauté juive : « Ça n’assume pas certains tweets contre la communauté qui contrôle le monde sûrement. »,.
Il présente ensuite ses excuses.

## Palmarès

### Palmarès international
| Année | Compétition                            | Lieu       | Résultat | Épreuve     | Temps          |
| ----- | -------------------------------------- | ---------- | -------- | ----------- | -------------- |
| 2015  | Championnats du monde de cross-country | Guiyang    | 47e      | Junior      | 26 min 13 s    |
| 2015  | Championnats d'Europe juniors          | Eskilstuna | 6e       | 5 000 m     | 14 min 43 s 86 |
| 2016  | Championnats d'Europe de cross-country | Chia       | 7e       | Junior      | 17 min 30      |
| 2016  | Championnats d'Europe de cross-country | Chia       | 1er      | Par équipes | —              |
| 2017  | Championnats d'Europe espoirs          | Bydgoszcz  | 5e       | 5 000 m     | 14 min 15 s 19 |
| 2017  | Championnats d'Europe de cross-country | Samorin    | 2e       | Espoir      | 24 min 37 s    |
| 2017  | Championnats d'Europe de cross-country | Samorin    | 1er      | Par équipes | —              |
| 2018  | Championnats d'Europe de cross-country | Tilbourg   | 3e       | Espoir      | 23 min 48 s    |
| 2018  | Championnats d'Europe de cross-country | Tilbourg   | 1er      | Par équipes | —              |
| 2019  | Championnats d'Europe espoirs          | Gävle      | 2e       | 5 000 m     | 14 min 17 s 00 |
| 2019  | Championnats d'Europe par équipes      | Bydgoszcz  | 3e       | 5 000 m     | 13 min 58 s 20 |
| 2019  | Championnats d'Europe de cross-country | Lisbonne   | 18e      | Espoir      | 25 min 15 s    |
| 2019  | Championnats d'Europe de cross-country | Lisbonne   | 1er      | Par équipes | —              |
| 2021  | Championnats d'Europe en salle         | Toruń      | 6e       | 3 000 m     | 7 min 51 s 82  |
| 2021  | Championnats d'Europe par équipes      | Chorzów    | 2e       | 5 000 m     | 13 min 17 s 95 |
| 2021  | Jeux olympiques d'été de 2020          | Tokyo      | 18e      | 5 000 m     | 13 min 39 s 95 |
| 2021  | Championnats d'Europe de cross-country | Dublin     | 4e       | Senior      | 30 min 38 s 0  |
| 2021  | Championnats d'Europe de cross-country | Dublin     | 1er      | Par équipes | —              |
| 2022  | Championnats d'Europe                  | Munich     | 19e      | 5 000 m     | 13 min 45 s 63 |
| 2023  | Championnats du monde                  | Budapest   | 28e      | 5 000 m     | 13 min 39 s 76 |
| 2023  | Championnats d'Europe de cross-country | Bruxelles  | 15e      | Senior      | 30 min 48 s    |
| 2023  | Championnats d'Europe de cross-country | Bruxelles  | 2e       | Par équipes | 26 pts         |
| 2024  | Jeux olympiques                        | Paris      | 16e      | 5 000 m     | 13 min 26 s 71 |

### Palmarès national
| Année | Compétition                             | Lieu          | Résultat | Épreuve | Temps          |
| ----- | --------------------------------------- | ------------- | -------- | ------- | -------------- |
| 2014  | Championnats de France de cross-country | Le Pontet     | 3e       | Cadet   | 19 min 09 s    |
| 2014  | Championnats de France cadets           | Valence       | 2e       | 3 000 m | 8 min 47 s 35  |
| 2016  | Championnats de France juniors          | Châteauroux   | 3e       | 1 500 m | 3 min 56 s 58  |
| 2018  | Championnats de France de cross-country | Plouay        | 1er      | Espoir  | 34 min 48 s    |
| 2019  | Championnats de France élite            | Saint-Étienne | 1er      | 5 000 m | 14 min 10 s 65 |
| 2020  | Championnats de France élite en salle   | Liévin        | 2e       | 3 000 m | 7 min 58 s 48  |
| 2021  | Championnats de France élite en salle   | Miramas       | 1er      | 3 000 m | 7 min 52 s 42  |
| 2021  | Championnats de France élite            | Angers        | 1er      | 5 000 m | 13 min 34 s 08 |
| 2022  | Championnats de France élite            | Caen          | 1er      | 5 000 m | 13 min 54 s 04 |
| 2024  | Championnats de France élite            | Angers        | 3e       | 5 000 m | 13 min 45 s 37 |

## Records
Records personnels
| Épreuve       | Épreuve   | Temps          | Lieu           | Date             |
| ------------- | --------- | -------------- | -------------- | ---------------- |
| 800 m         | Plein air | 1 min 55 s 02  | Angoulême      | 20 mai 2018      |
| 1 000 m       | Plein air | 2 min 25 s 84  | Cerizay        | 7 juillet 2018   |
| 1 500 m       | Plein air | 3 min 38 s 73  | Heusden-Zolder | 6 septembre 2020 |
| 1 500 m       | Salle     | 3 min 38 s 51  | Metz           | 3 février 2024   |
| 2 000 m       | Plein air | 5 min 01 s 75  | Berne          | 24 juillet 2020  |
| 3 000 m       | Plein air | 7 min 41 s 78  | Monaco         | 10 août 2022     |
| 3 000 m       | Salle     | 7 min 40 s 95  | Lievin         | 10 février 2024  |
| 5 000 m       | Plein air | 13 min 02 s 62 | Heusden-Zolder | 15 juillet 2023  |
| 10 km (route) | Plein air | 30 min 53 s    | La Flèche      | 14 octobre 2018  |